# Космические ковбои
«Космические ковбои» (англ. Space Cowboys) — приключенческий кинофильм режиссёра Клинта Иствуда. Номинация на премию «Оскар».

## Сюжет
Сорок лет никто не вспоминал о четверке пилотов, бывших участников докосмической программы сверхвысотных полётов ВВС США «Дедал». Отставной полковник Фрэнк Корвин возится в своём гараже, подслеповатый инженер Джерри О’Нил проектирует и тестирует парковые аттракционы, Тэнк Салливан и вовсе стал баптистским проповедником. Только ещё один полковник-отставник, Уильям Хоукинс, продолжает летать на старой тренировочной развалюхе, развлекая фигурами высшего пилотажа туристов.
Планете грозит катастрофа: получено сообщение, что старый советский спутник связи «АЙКОН» сошёл с орбиты и может рухнуть на Землю. Его технология доцифровой эры настолько устарела, что разобраться в ней могут только четверо ветеранов. К Корвину приходят инженеры НАСА с просьбой помочь им найти подходы к навигационной системе спутника, которая очень похожа на систему, когда-то разработанную Корвином для орбитальной станции «Скайлэб», и подготовить астронавтов НАСА к работе с ней. Фрэнк выставляет руководителю проекта Бобу Герсону (которого он уже долгие годы терпеть не может) ультиматум: Герсон отправляет Фрэнка и трёх его бывших сослуживцев в космос. Герсон соглашается — при условии, что старики должны пройти медкомиссию наравне с группой молодых астронавтов, которых они одновременно будут готовить к самостоятельной работе. Все четверо проходят комиссию (О’Нил жалуется на зрение, но не на память, а стандартную офтальмологическую таблицу он вызубрил наизусть ещё в молодости). Тщательное медицинское обследование обнаруживает у Хоукинса рак поджелудочной железы, но под давлением вице-президента США Герсон вынужден согласиться послать на орбиту всех четверых, придав им двух членов экипажа вдвое моложе.
Спейс шаттл «Дедалус» с шестью астронавтами на борту стартует с мыса Канаверал, Фрэнк выводит его на орбиту к спутнику «АЙКОН», и Тэнк Салливан производит стыковку шаттла со спутником. Корвин, О’Нил и молодой астронавт Глэнс обследуют советский аппарат и обнаруживают, что он — не спутник связи, а пусковая платформа для шести ракет с ядерными боеголовками. Генерал Востов, представитель России при НАСА, неохотно признаёт, что «АЙКОН» был частью секретного советского проекта по созданию системы гарантированного ответного удара на случай ядерной войны. Если спутник сойдёт с орбиты, его автоматика расценит это как знак того, что управление потеряно, то есть СССР уничтожен, и запустит ракеты по шести крупным городам США. Выясняется, что Герсон всё это знал с самого начала, но, так как файлы навигационной системы когда-то были похищены сотрудниками КГБ именно у него, Востову удавалось обеспечивать его молчание.
Итон Глэнс самовольно покидает шаттл и пытается запустить вспомогательные двигатели спутника. Программный комплекс «АЙКОНа» воспринимает это как атаку и начинает активацию систем запуска ракет. Комбинация включения двигателей и сброса обтекателей приводит к столкновению с шаттлом; на нём начинается пожар, происходит отказ многих систем, включая бортовой компьютер и двигатели. Итон получает множественные травмы, а спутник спускается на ещё более деградирующую орбиту и продолжает подготовку к удару возмездия.
Фрэнк и Хоук выходят в открытый космос и тормозят падение спутника с помощью вспомогательной ракеты. Понимая, что единственный способ обезвредить спутник — одному из них сесть на него буквально «верхом» и вручную запустить двигатели ядерных ракет по направлению к Луне. Хоукинс, знающий, что ему остались считанные месяцы, решает пожертвовать собой. Всю жизнь Хоук завидовал не только Шепарду и Гленну, но и Нилу Армстронгу, и теперь, реализовав одну мечту, надеется исполнить и другую, ещё более несбыточную — перед смертью всё-таки побывать на Луне.
Замысел Хоука удаётся, а остальным астронавтам приходится решать, как вернуть повреждённый шаттл на Землю, причём без штатного пилота. Первый пилот, Хоук, забрав с собой все баллоны с кислородом, летит на русском спутнике в сторону Луны, второй пилот, молодой астронавт Роджер Хайнс, получивший при ударе сотрясение мозга, тоже не помощник, Глэнс, доставленный Фрэнком на шаттл, проводит остаток миссии в бессознательном состоянии. Сажать повреждённый корабль некому.
«Дедалус», тормозя за счёт искусных маневров, снижается над Техасом до высоты 30 миль. Фрэнк приказывает экипажу, как только это станет возможным, катапультироваться; сам он собирается остаться, чтобы увести корабль в сторону океана. На высоте 12 тысяч футов Джерри О’Нил открывает люк и отправляет травмированную молодёжь на землю на парашютах, но и он, и Тэнк Салливан отказываются покинуть Корвина. Фрэнк пытается без тормозных двигателей погасить посадочную скорость аэродинамическим торможением, повторив рискованный манёвр Хоука, связанный с выходом на запредельный угол атаки, почти «кобру», который тот смог во время подготовки выполнить на тренажёре, и посадить шаттл без помощи компьютера, вручную, по старинке. Ему это удаётся, астронавтов встречают как героев. И Герсон уже вовсю даёт интервью о том, что это именно он ещё сорок лет назад привлёк Фрэнка Корвина к сотрудничеству.
В конце фильма Фрэнк и его жена Барбара смотрят на полную Луну и гадают, удалось ли Хоуку добраться до неё. Затем, под звуки композиции Фрэнка Синатры «Fly Me to the Moon», камера приближается к поверхности Луны, показывая, как мёртвый Хоукинс сидит на Луне среди обломков русского спутника, и в забрале его шлема отражается далёкая голубая Земля…

## В ролях
| Актёр              | Роль                             |
| ------------------ | -------------------------------- |
| Клинт Иствуд       | полковник Фрэнк Корвин           |
| Томми Ли Джонс     | полковник Уильям «Хоук» Хоукинс  |
| Дональд Сазерленд  | капитан Джерри О’Нил             |
| Джеймс Гарнер      | капитан «Танк» Салливан          |
| Марша Гей Харден   | Сара Холланд                     |
| Барбара Бэбкок     | Барбара Корвин                   |
| Раде Шербеджия     | генерал Востов                   |
| Александр Кузнецов | русский инженер                  |
| Уильям Дивейн      | руководитель полётов Юджин Дэвис |
| Кортни Би Вэнс     | Роджер Хайнс                     |
| Джеймс Кромвелл    | Боб Герсон                       |
| Блэр Браун         | доктор Энн Карутерс              |
| Лорен Дин          | Итэн Глэнс                       |
| Стив Монро         | официант                         |
| Мэтт Макколм       | молодой «Танк» Салливан          |

## Награды и номинации
- Фильм был номинирован на «Оскар» в категории «Лучший звуковой монтаж».
- также на премию «Сатурн» в категориях «Лучший фантастический фильм», «Лучший режиссёр» и «Лучший актёр» Клинт Иствуд.